# 威河谷地

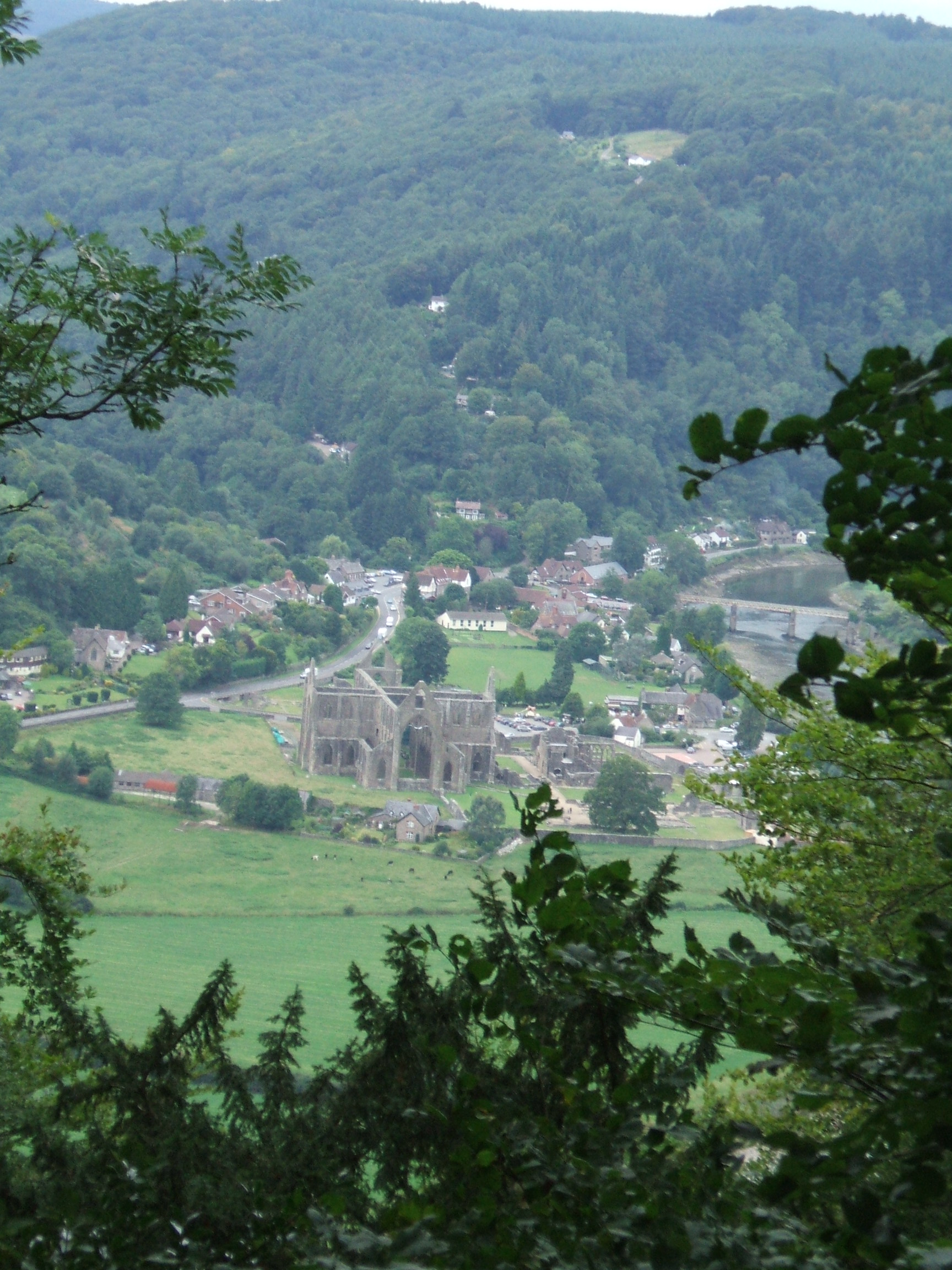
威河谷地一景

威河谷地傑出自然美景區（英語：Wye Valley Area of Outstanding Natural Beauty）是一處重要的國際級自然保護景觀，跨越英格蘭與威爾斯的邊界地帶，是大不列顛島南部最引人注目的風景區之一。
威河是英國第五長河流，上游流經雷雅德、比爾斯韋爾斯、威河上的海伊等城鎮，但指定作為傑出自然美景區的範圍只有沿河而下的72英里地帶，起點為赫里福德南緣，終點為切普斯托。